# Exorista edax
Exorista edax là một loài ruồi trong họ Tachinidae.